# Adrià Delgado Baches
Adrià Delgado Baches   (Barcelona, 7 d'abril de 1990) és un jugador de waterpolo catalano-brasiler.
Fill del també waterpolista Manuel Delgado, es va formar al Club Natació Atlètic-Barceloneta. Va debutar al primer equip el 2006 amb el qual guanyà sis Lligues (2007-12), dues Copes del Rei (2009, 2010) i cinc Supercopes d'Espanya (2007-11). A partir del 2010 va disputar competicions al Brasil, primer només a l'estiu, però finalment es va quedar a disputar tota la lliga. Va passar pels equips del Botafogo, el Fluminense i el EC Pinheiros. El 2016 va fitxar pel Vasas SC de Budapest, i l'any següent passà al romanès Steaua de Bucarest. L'estiu de 2019 retornà a Catalunya de la ma del Club Natació Barcelona.
Amb doble nacionalitat hispano-brasilera, atès que el seu pare va néixer a Rio de Janeiro, el 2013 va debutar amb la selecció absoluta del Brasil. El 2014 va guanyar una medalla d'or als Campionats sud-americans, el 2015 una plata als Jocs Panamericans, i el 2016 va obtenir el diploma olímpic als Jocs Olímpics de Rio. Des del 2020 va començar a competir amb la selecció espanyola on va guanyar una medalla de plata al Campionat d'Europa d'aquell mateix any.